# Tamôn

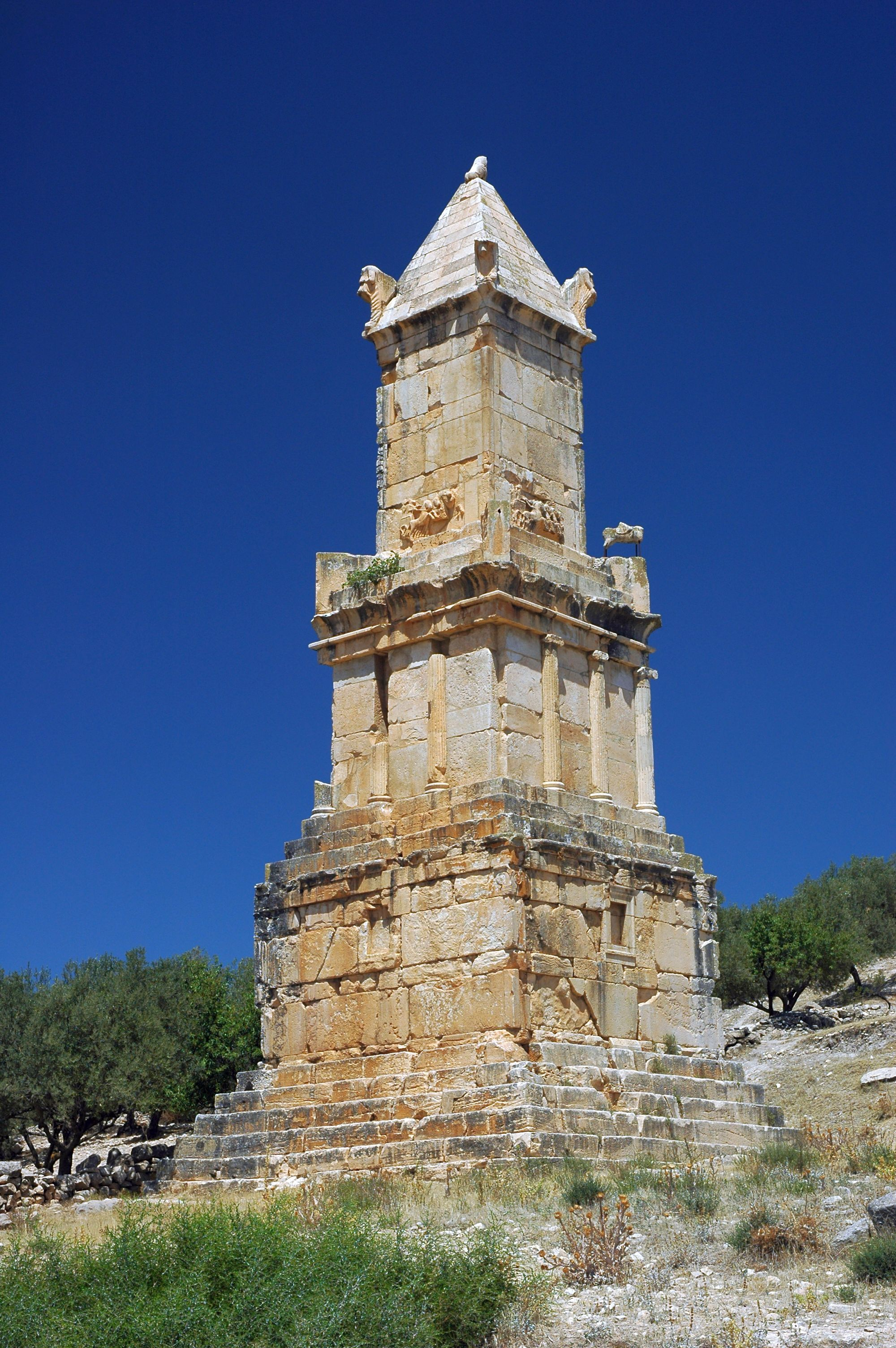
Das Grabmal im Jahr 2008

Tamôn (numidisch TMN) war ein numidischer Bauhandwerker. Er war im 2. Jahrhundert v. Chr. in Thugga tätig.
Tamôn ist neben mehreren anderen Künstlern und Handwerkern auf einer numidisch-punischen Bilingue erwähnt, die an einem Pfeilergrabmal in Thugga gefunden wurde. Auf der Bilingue sind des Weiteren Aṭban, wohl Architekt, die Steinmetze ʿAbdarisch, Zimer und Managai, ihre Assistenten Zazai und Warsakan, die Zimmerleute Ankan und Masidil sowie die Eisenhandwerker Papai und Schafot verzeichnet.